# Ectoplasme (parapsychologie)
Pour les articles homonymes, voir Ectoplasme.

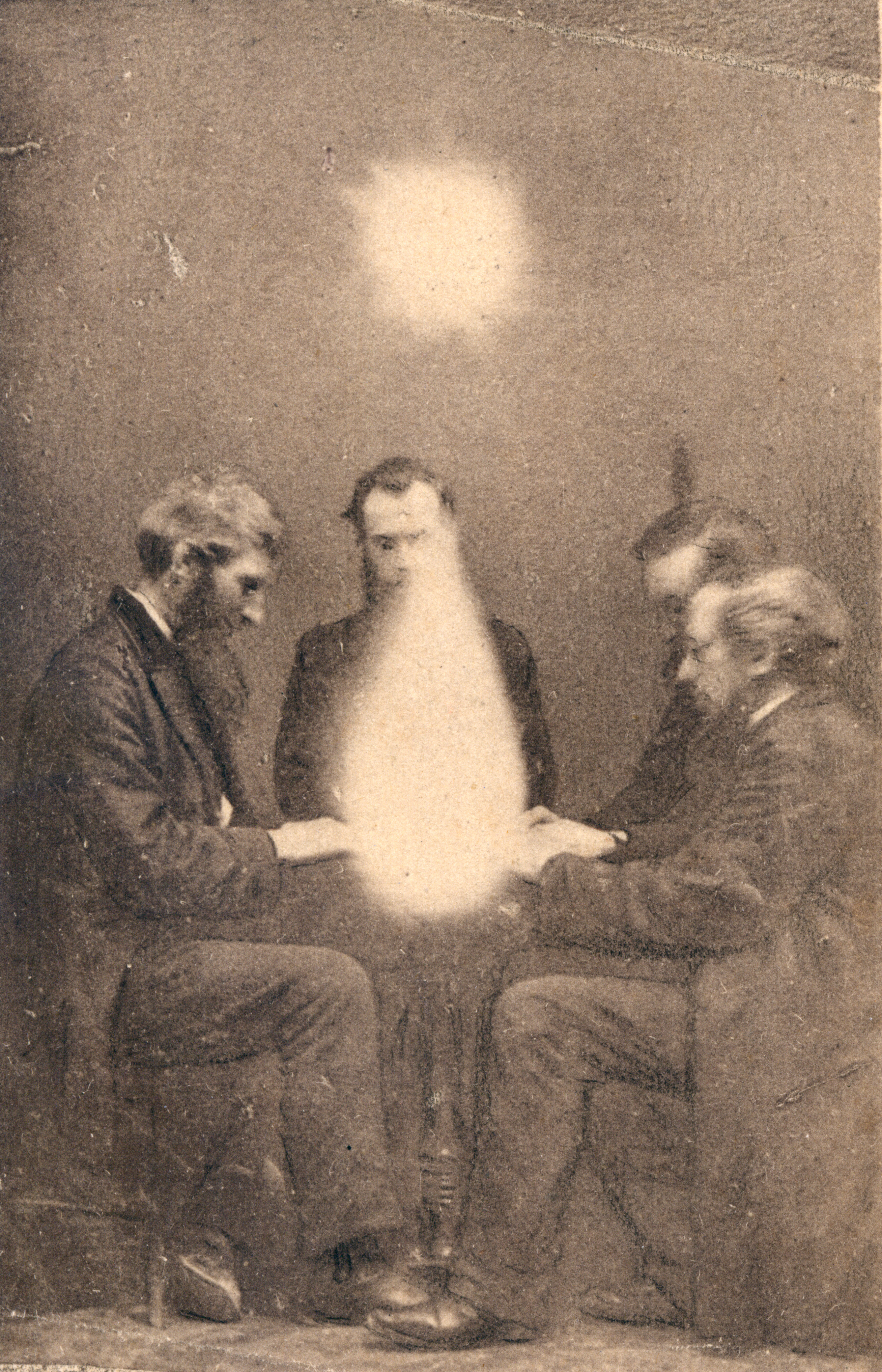
Apparition lumineuse pendant une séance de spiritisme.

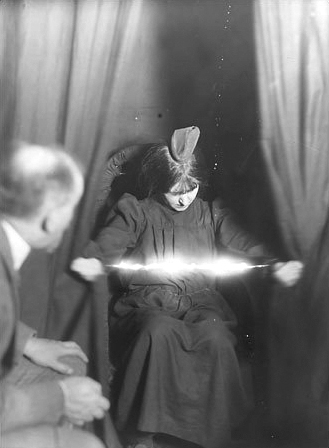
Ectoplasme lumineux entre les mains de la médium Eva Carrière.

Un ectoplasme est une substance, de nature indéterminée, prenant une forme plus ou moins précise, extériorisée par un médium en état de  transe. Bien que relatée par de nombreux témoins présumés, l'existence des ectoplasmes n'a jamais été scientifiquement démontrée.

## Étymologie
Ectoplasme, formé à partir du grec έκτός (ektos) « au-dehors » et πλάσμα (plasma) « forme », a été employé pour la première fois vers 1895 par le professeur Charles Richet pour désigner certaines manifestations perceptibles produites par des médiums pendant des séances de spiritisme. Le mot est apparu dans les dictionnaires français en 1922,,.

## Histoire
Le phénomène des ectoplasmes est apparu à la fin du XIXe siècle et s'est éteint dans les années 1930, sans qu'on en sache la raison. Cette période coïncide avec l'apogée de la vogue du spiritisme et des « tables tournantes ». De nombreux médiums provoquaient alors ces manifestations, avec des qualités très diverses. Les plus renommés étaient Daniel Dunglas Home, Eusapia Palladino, Jean Guzik, Franek Kluski et Rudi Schneider.
Comme le notait Robert Tocquet en 1963 : « Il n'existe présentement, semble-t-il, de par le monde, aucun médium à effets physiques digne d'être retenu ».

## Nature du phénomène
Selon le docteur Gustave Geley, président de l'Institut métapsychique international, la substance primordiale se présente sous deux aspects principaux : substance solide ou liquide et substance gazeuse, cette dernière étant prédominante. Les manifestations étaient fréquemment accompagnées d'une odeur d'ozone. Souvent légèrement phosphorescentes, ces émanations pouvaient parvenir à se condenser et se transformer en mains, visages, etc. Comme l'indique le professeur Richet : « Pour ce qui est de la substance des matérialisations, nous sommes dans une ignorance effroyable, douloureuse ».

## Faux médiums et vrais trucages
L'existence des ectoplasmes n'a jamais été démontrée. Les nombreuses photographies prises pendant les séances spirites, qui se réalisaient généralement dans une obscurité totale propice aux trucages, font apparaître des formes qui sont, à l’évidence, des morceaux de gaze ou de tissus légers, entourant parfois des photographies ou des dessins. La quasi-totalité des médiums, et particulièrement la célèbre Eusapia Palladino, ont été surpris à plusieurs reprises en flagrant délit de trucage. En dépit des contrôles, cette dernière arrivait à libérer une main ou une jambe, ou bien parvenait à déplacer des objets légers avec un cheveu.

Faux ectoplasmes produits par des médiums
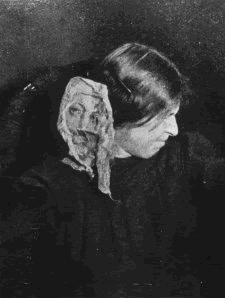
Eva Carrière
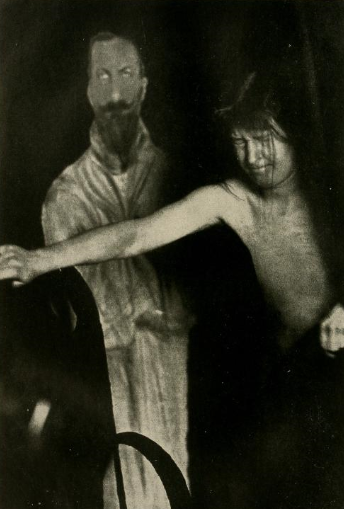
Eva Carrière
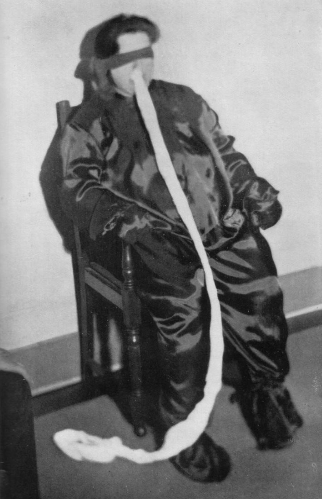
Helen Duncan
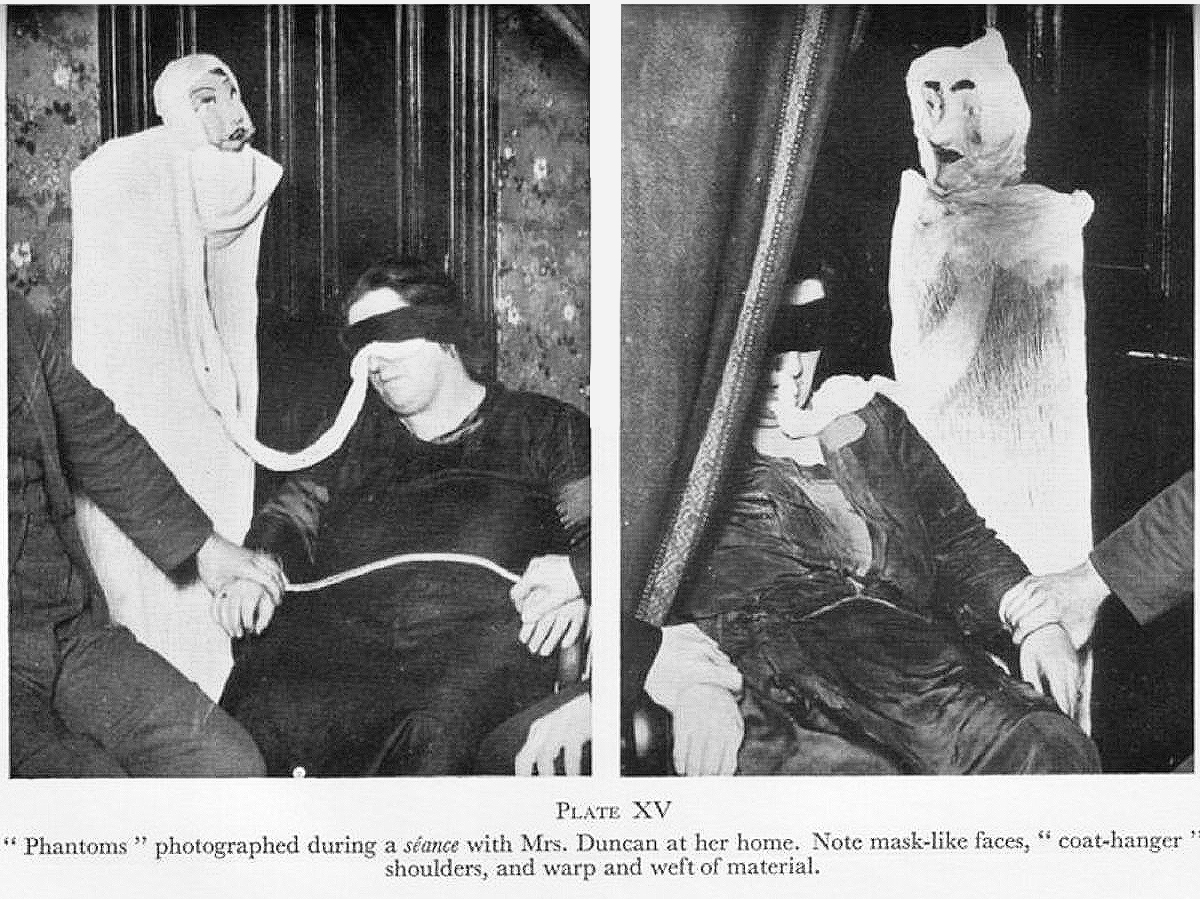
Helen Duncan
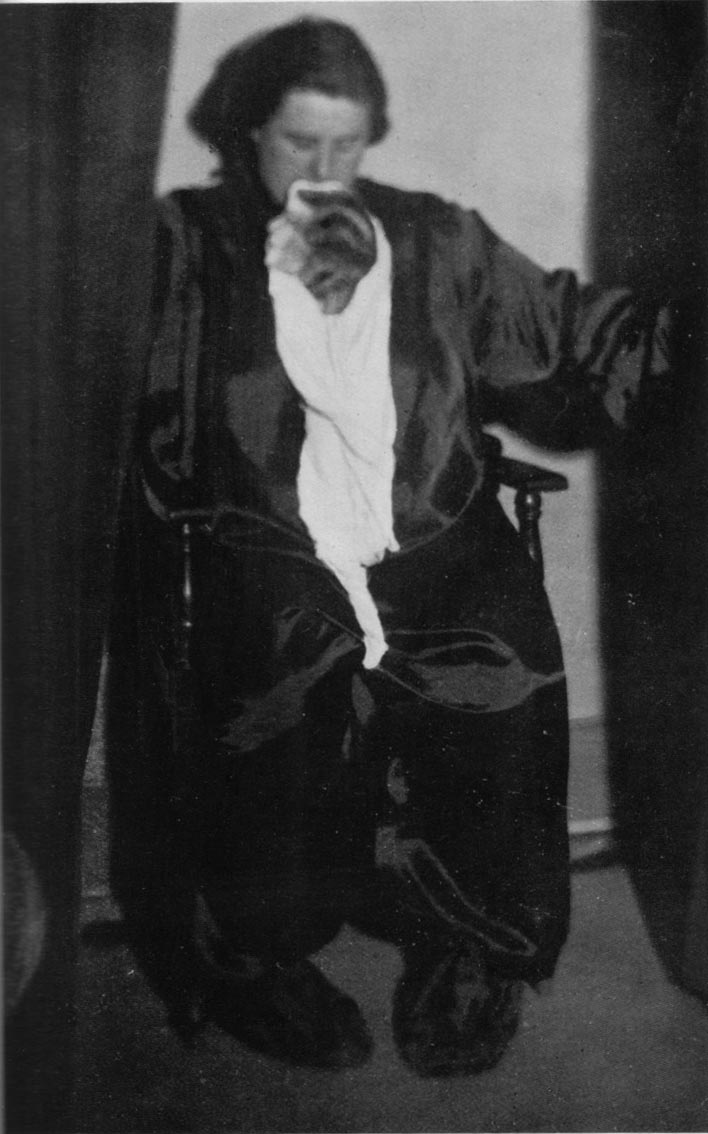
Helen Duncan
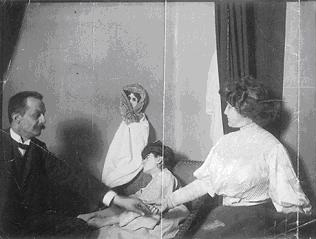
Linda Gazzera
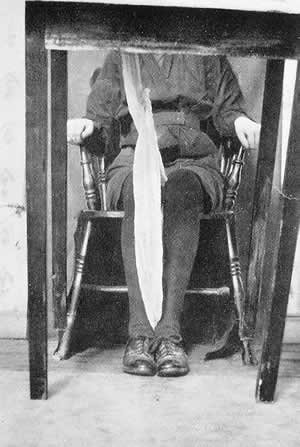
Kathleen Goligher
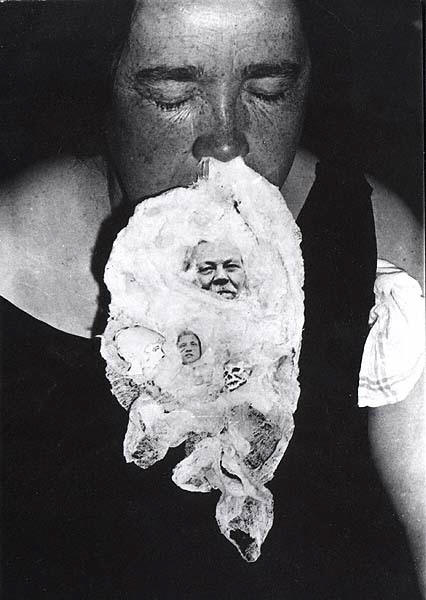
Mary Marshall

## Recherches
Les chercheurs sérieux n'ont jamais nié la possibilité d'être victimes de fraudes. Le professeur Richet consacre un chapitre entier de son Traité de métapsychique à la « Fraude dans les expériences d'ectoplasmie ». Mais la plupart estimaient que, dans certaines circonstances, toute tricherie avait été impossible. Les performances réalisées par quelques médiums laissent effectivement perplexes : 

### Daniel Dunglas Home (1833-1886)

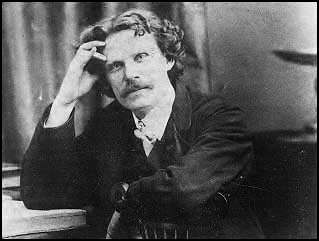
Daniel Dunglas Home.

Ses manifestations ont été étudiées pendant plusieurs années par le physicien William Crookes, membre puis président de la Royal Society. Home produisait surtout des mains et - cas a priori unique - le faisait en pleine lumière. Crookes relate ainsi une de ses expériences : « Une petite main d'une forme très belle s'éleva d'une table de salle à manger et me donna une fleur ; elle apparut puis disparut à trois reprises différentes, en me donnant toute facilité de me convaincre que cette apparition était aussi réelle que ma propre main. Cela se passa à la lumière, dans ma propre chambre, les pieds et les mains du médium étant tenus par moi pendant ce temps. » « Les mains et les doigts ne m'ont pas toujours paru être solides et comme vivantes. Quelquefois, il faut le dire, ils offraient plutôt l'apparence d'un nuage vaporeux condensé en partie en forme de main. »
Si beaucoup ont soupçonné des trucages, et que de nombreuses explications rationnelles ont été avancées à l'époque pour expliquer les prodiges réalisés par Home, personne n'a réussi à prouver qu'il avait effectivement triché.

### Jean Guzik (1876-1928)

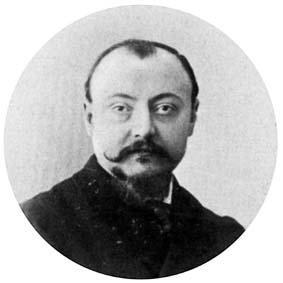
Dr Gustave Geley

Ouvrier tanneur polonais, il produisit très jeune des manifestations paranormales qui perturbaient son entourage. Il fut d'abord étudié par les membres de la Société polonaise d'études psychiques, puis il vint en France en 1922 et 1923 où il fut étudié par le docteur Geley. Les manifestations produites pendant les nombreuses séances menées à l'Institut métapsychique international permirent, à leur issue, la rédaction d'un manifeste signé par trente-quatre personnalités, concluant à la réalité du phénomène : « Nous affirmons notre conviction que les phénomènes obtenus avec Jean Guzik ne sont explicables ni par des illusions ou hallucinations individuelles ou collectives, ni par une supercherie quelconque. »
Néanmoins cette affirmation fut ultérieurement niée par une commission de la Sorbonne. Les manifestations constatées étaient de natures très variées : phénomènes lumineux, apparitions de formes diverses, contacts, bruits, odeurs, paroles, etc.

### Franek Kluski (1873-1943)
Franek Kluski, de son vrai nom Théophile Modrzejewski, banquier polonais venu tardivement à la médiumnité, se mit à la disposition du docteur Geley dans les années 1920 et 1921. Pour garder une trace des ectoplasmes très réalistes produits par ce médium, le docteur Geley eut l'idée d'employer une méthode originale : il remplissait un baquet d'eau très chaude sur lequel surnageait une épaisse couche de paraffine, d'abord colorée en bleue, puis ultérieurement marquée chimiquement par du cholestérol, substance indécelable mais se colorant en rouge au contact d'acide sulfurique. Pendant les séances, qui se déroulaient dans une faible lumière rouge, avec les précautions habituelles, on demandait au médium de plonger les membres ectoplasmiques qu'il avait créés dans ce baquet. Le docteur Geley obtint ainsi, entre le 8 novembre et le 31 décembre 1920, les moules, sous la forme d'un fragile « gant » de paraffine vide, de sept mains, d'un pied et d'un bas de visage qui, une fois remplis de plâtre, donnèrent des moulages d'un total réalisme qui sont conservés à l'Institut métapsychique international. Une première constatation surprenante fut qu'il s'agissait de mains d'adultes, mais avec des dimensions de mains d'enfants. Après diverses expertises il ressort :
- Que les moules ont bien été réalisés avec la paraffine contenue dans le baquet, ce qui exclut toute possibilité de préparation préalable des moules.
- Que la forme de certaines mains, avec des doigts repliés ou les doigts de deux mains entremêlés, interdit d'utiliser un moule rigide en un seul morceau, les mains ne pouvant s'extraire sans briser le moule.

Plusieurs procédés ont été avancés pour expliquer la technique d'une fraude éventuelle, mais aucun n'a été réellement convaincant et tous impliquaient la complicité, assez peu vraisemblable, du docteur Geley.

### Rudi Schneider (1908-1957)

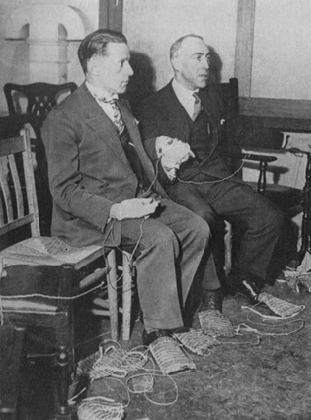
Rudi Schneider (à gauche) avec Harry Price

Rudi Schneider (en) était un médium autrichien qui a découvert, à l'âge de 11 ans, qu'il était doté de facultés médiumniques. Contrairement à nombre d'autres médiums, il était absolument ouvert à toutes les formes de contrôles. Eugène Osty, alors directeur de l'IMI et assez sceptique au sujet des ectoplasmes, a organisé en 1930 une série d'expériences dans des conditions très strictes, avec un dispositif original pour l'époque : des capteurs infrarouges déclenchent automatiquement la prise simultanée de deux photographies dès qu'une manifestation se produit à proximité du médium. Il en résultera des dizaines de photographies, sur lesquelles on voit uniquement Rudi Schneider fermement tenu par son contrôleur. Aucune émanation n'est visible, mais « quelque chose », de suffisamment consistant pour provoquer une absorption comprise entre 30 et 75 % des faisceaux infrarouges, a provoqué le déclenchement des appareils. Bien que les dispositions prises semblent avoir rendu toute fraude extraordinairement difficile, une unique photographie (floue, résultant manifestement d’une double exposition et non confirmée par la seconde photographie simultanée inexplicablement absente) sur laquelle on semble voir le bras du médium libéré, suffira au chercheur britannique Harry Price à estimer qu'il y a eu tricherie,.

## Fantasy
À la fin du XXe siècle le terme ectoplasme, détourné de son sens originel, a été repris dans des œuvres de fiction et divers jeux, en particulier d'heroic fantasy, pour désigner abusivement des entités immatérielles, spectres, fantômes, ombres, etc.